# Cathédrale de Tricarico
La cathédrale de Tricarico est une église catholique romaine de Tricarico, en Italie. Il s'agit de la cathédrale du diocèse de Tricarico.